# ダマラランドデバネズミ
ダマラランドデバネズミ（Fukomys damarensis）、標準和名ダマラデバネズミは、哺乳綱齧歯目デバネズミ科に分類される地中棲の齧歯類であり、南部アフリカに分布する。オオデバネズミ属Fukomysの模式種。真社会性を有する哺乳類の1種であり、デバネズミ類では同属のオオデバネズミ・アンセルデバネズミなどのほか、別属のハダカデバネズミも同様の習性を持つことが知られている。

## 特徴
他のデバネズミ類と同様にダマラランドデバネズミは円筒形の胴、短い肢、大きい足、そして円錐形の頭を持つ。体の大きさも、頭胴長が14 - 20 cm、2 - 3 cmの短い尾、100 - 280 gの体重といった、他のアフリカに生息するデバネズミと似た特徴を示す。耳介は無く、青色で小さい目は厚いまぶたに覆われる。切歯は大きく、切歯の裏側で翼状に広がる皮膚は、このデバネズミが切歯を使って穴を掘る際に、のどへ土が入るのを防ぐ。
毛は短く太い。色は淡黄色から黒色に近い色まで様々で、茶色っぽい色がもっとも多い。頭頂部には必ず形状不定の白色の斑がある。また、同様の白色毛の斑点は頭部以外にもできることがある。感覚毛は大多数の柔らかい毛に比べ長く、ほぼ体全体に他の毛から飛び出るように生えている。ヒゲは特に長い。雌は乳頭を6つ持つ。

## 分布と生息地
ナミビア北部の一部地域の地名であるダマラランドの名を冠しているものの、本種は南部アフリカの広い地域に生息しており、ナミビア以外に、ボツワナ、南アフリカ、ザンビア、ジンバブエでも認められる。本種は暖かくて降雨量の少ない、サバンナ性の低木や砂地に生える草本が植生を占める環境に生息する。通常、生息地はカラハリ砂漠の赤砂と関連しており、また、本種の栄養源となる、地中に貯蔵器官を持つ植物（地中植物; geophyte）が十分にある地域でしか認められない。

## 分類
以前はコツメデバネズミCryptomys hottentotusの亜種とされていたが、眼窩下孔の形態から独立種とされるようになった。コツメデバネズミ属Cryptomysの中ではオオデバネズミなどが属するCryptomys mechowii species groupに属するとされていたが、2006年に本種を模式種とした新属Fukomysにmechowii groupを分割する説が提唱された。

## 生態
ダマラランドデバネズミは草食で、球根（塊茎、球茎、鱗茎）のみを食す。特に好まれる植物にAcanthosicyos、Ornithogalum、LedebouriaおよびTalinumなどがあげられる。捕食者はモグラヘビ (Pseudaspis cana) が挙げられ、コブラ類に捕食されることもある。ダマラランドデバネズミは水を飲まず、体の水を全て食事から得る。また、食事は重要なミネラル源でもある。他の多くのほ乳類と違い、ダマラランドデバネズミはビタミンDを利用せずに効率的にミネラルを代謝できるが、ダマラランドデバネズミは通常日光を全く浴びないためにビタミンDを欠損している。基礎代謝もほ乳類としては体の大きさの割に著しく低く、1時間で体重 1 g 当たり 0.66 cm3しか酸素を利用しない。
完全に地中でしか生活しないにもかかわらず、ダマラランドデバネズミは概日リズムを持っており、昼行性である。メラトニンの血中濃度は実験的に明るくする事で変化するため、視力が極めて乏しい一方で明るさを区別する事は可能であると考えられる。

## 行動
網目状に広がる地下トンネルに生息する。トンネルは前歯を使って掘る。トンネルは半径が65 - 75 mmで、総延長は1 kmにも達する。トンネルは地表に出ないが、トンネルの存在は地表に押し出される土で形成される、ドーム状のモグラ塚によって確認できる。トンネルは暖かく湿った、低酸素の独自の微気候を形成する。乾燥した土壌は掘るのが困難なため、トンネルが掘られるのは多くの場合雨の後である。つまり、乾燥した環境に生息するため、ダマラランドデバネズミは短い期間に、極端に活動的となる。典型的なコロニーは2週間に3トンの土を掘り出すと算出されている。
巣穴の構成で主なのはダマラランドデバネズミがエサを探すエサ場用トンネルである。特に大きい球根は見つけた場所で最低でも部分的に食べられるが、小さいものはエサ場トンネルの下にある貯蔵室へ運ばれる。エサ場トンネルは典型的にはわずか地下5 - 25 cmの深さにあるが、エサ場トンネルより少ない地下深くのトンネルと接続し、さらにこれが貯蔵庫や、トイレ、そして概ね地下2.5 mほどの深さにある中心巣と繋がっている。
各巣穴にはデバネズミの1コロニーが住む。コロニーの大きさには2匹程度から40匹程度までの幅があるが、典型的には12匹程度のデバネズミが構成する。ダマラランドデバネズミのコロニーは真社会性で、子どもを産む単一ペアと、ペアが産んだ非繁殖性の子どもたちによって構成される。非繁殖性の個体はエサ探しとトンネルの維持管理に時間を費やし、トンネルに出現しうる、あらゆる外敵を取り締まる。他のコロニーからの侵入者は普通排除されるが、DNAパターンの研究は、少なくとも一部の非繁殖性の個体が、侵入者を父として持つ可能性を示す。コロニーは明確に定められた序列を持ち、頂点に立つのが繁殖雄、それに繁殖雌、非繁殖雄、非繁殖雌と続く。
繁殖雌が死ぬと、ほとんどの生き残りの個体は新しい土地へと分散し、コロニーは分解する。特に大きな個体もまた古いコロニーを離れ、新たな巣穴を作る。コロニーが分裂する場合、分裂は普通雨が降っている間に行われる。これは巣穴に適した土地を見つけた時に穴掘りが容易になるようにするためである。新しいコロニーは血縁関係のない雄と雌の間によって作られ、この2匹が新しいコロニーの繁殖ペアになる。分散したダマラランドデバネズミの個体は地上を旅する。それゆえ多種の捕食者に対して脆弱となり、Jarvisらによると、分散した個体たちの内、その後に新しいコロニーで見つかるのはわずか10%であったという。例えば、ある小さい群れの同胞が同時に巣穴を去った時、新しいコロニーにたどり着いて生き残るのは通常1匹のみである。
ダマラランドデバネズミはハダカデバネズミと比較して静かであり、小鳥のようにチーチーと鳴くのみである。

## 繁殖
真社会性を有するダマラランドデバネズミは、コロニーの中で繁殖ペアの2匹だけが繁殖を行える。しかしながら、非繁殖性の個体も完全に生殖能力を失っている訳ではなく、独自のコロニーを作る事ができれば繁殖できるようになる。非繁殖性の雌の生殖系は成熟していない。小さい子宮は内膜が形成されず、未成熟の生殖細胞を含む卵巣は矮小化が認められ、排卵が起きない。非繁殖性の雄もまた繁殖雄に比べ精巣が小さく、生産される受精可能な精子はあったとしてもわずかである。成熟個体の非繁殖性は繁殖を行う雌の存在によって維持される。繁殖性の雌を除く事により、もともと非繁殖性だった雌は完全な生殖能力を獲得するが、新たに生殖能力を獲得した雌は血縁関係の無い雄としか交尾しない。このようにしてコロニー内部での近親交配が回避される。
繁殖雌は求愛時にまず、鳴いて後ろ足でドラミングを行う。繁殖ペアは交尾の前に円を描くようにお互いを追い回す。10日間以上、交尾は頻繁に行われ、妊娠期間は78 - 92日間である。雌は1産当たり1 - 6匹の出産を年に最大で3回できる。新生仔は毛が無く、眼が閉じており、体重は8 gから9 g程度しかない。子ダマラランドデバネズミは28日で離乳し、14ヶ月で成体の大きさに成長する。

## 遺伝情報
ダマラランドデバネズミの核型は74ないし78染色体 (2n)。FN値は92である。